# Villedieu-les-Poêles-Rouffigny
Villedieu-les-Poêles-Rouffigny is een gemeente in het Franse departement Manche in de regio Normandië en maakt deel uit van het arrondissement Saint-Lô.  De gemeente telde 3.845 inwoners op 1 januari 2022.

## Geschiedenis
Villedieu-les-Poêles-Rouffigny is op 1 januari 2016 ontstaan door de fusie van de gemeenten Rouffigny en Villedieu-les-Poêles.

## Geografie
De oppervlakte van Villedieu-les-Poêles-Rouffigny bedraagt 14,77 vierkante kilometer; Op 1 januari 2022 was de bevolkingsdichtheid 260,3 inwoners per km².

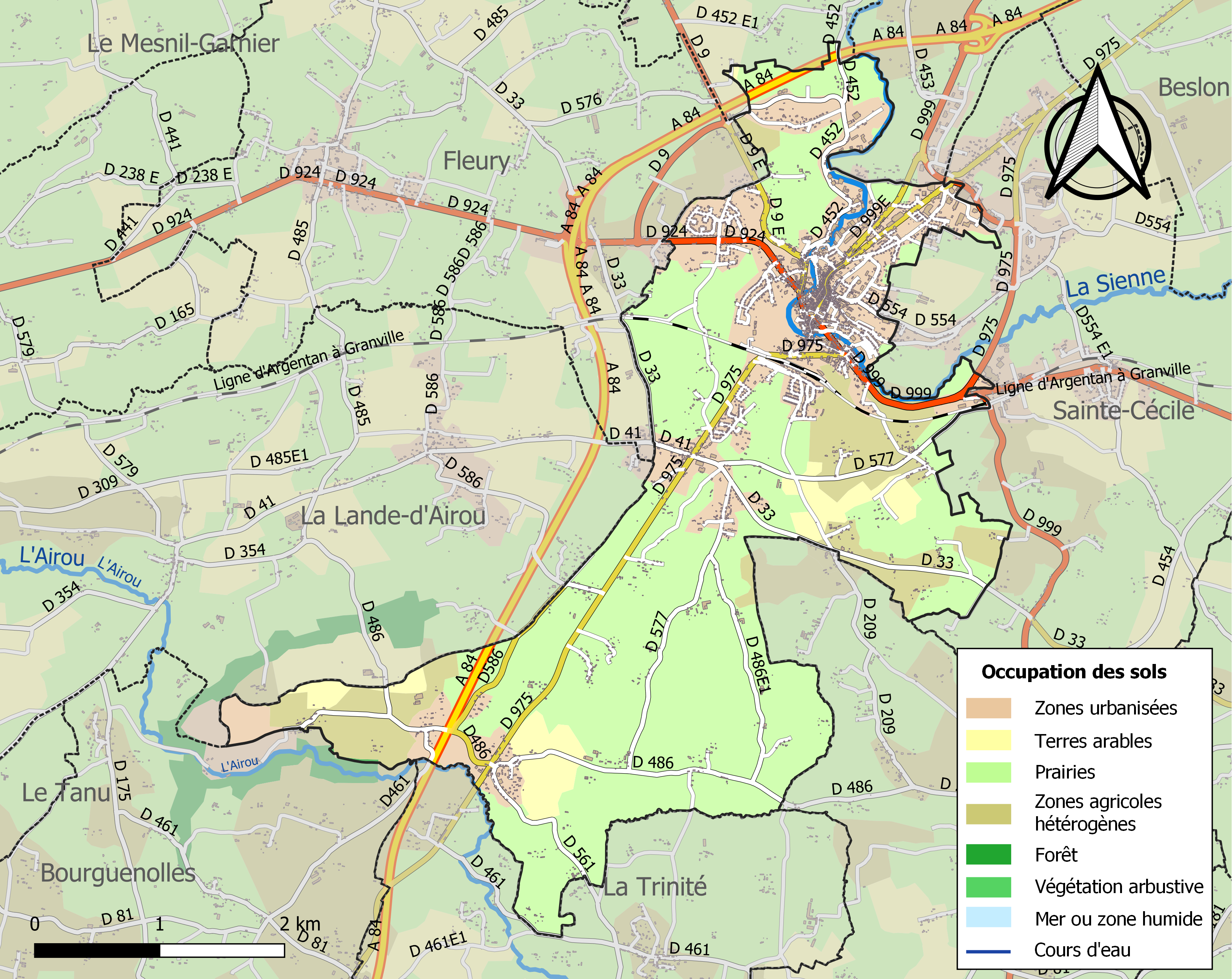
Kaart van de gemeente met de belangrijkste infrastructuur, bodemgebruik en omliggende gemeenten

## verkeer en vervoer
In de gemeente ligt spoorwegstation Villedieu-les-Poêles.
Beslon · La Bloutière · Boisyvon · Bourguenolles · Champrepus · La Chapelle-Cécelin · Le Chefresne · Chérencé-le-Héron · La Colombe · Coulouvray-Boisbenâtre · Fleury · Le Guislain ·La Haye-Bellefond · La Lande-d'Airou · Margueray · Maupertuis · Montabot · Montbray · Morigny · Percy · Sainte-Cécile · Saint-Martin-le-Bouillant · Saint-Maur-des-Bois · Saint-Pois · Le Tanu · La Trinité · Villebaudon · Villedieu-les-Poêles-Rouffigny